# Terele Pávez
Teresa Marta Ruiz Penella, coneguda artísticament com a Terele Pávez, (Bilbao, 29 de juliol de 1939 - Madrid, 11 d'agost de 2017) fou una actriu basca. Filla del polític Ramón Ruiz Alonso i de Magdalena Penella Silva (germana de Teresita Silva); neta i besneta respectivament dels compositors Manuel Penella Moreno i Manuel Penella Raga, és germana de les també actrius Emma Penella i Elisa Montés. A més, és tia de l'actriu Emma Ozores Ruiz (filla de la seva germana Elisa i de l'actor Antonio Ozores Puchol).
El seu cognom artístic, Pávez, prové del segon cognom de la seva àvia materna, Emma Silva Pávez, d'origen xilè, i que utilitza per distingir-se artísticament de les seves germanes.
Especialitzada en personatges temperamentals, la seva àmplia trajectòria en cinema, teatre i televisió es va nodrir de treballs sonats i períodes d'absència que li van conferir un prestigi creixent i una personalitat artística excepcional i imprevisible.

## Primera etapa: de Berlanga aLos Santos Inocentes
Va néixer a Bilbao, però va créixer i sempre va viure a Madrid, d'on es considerava.
Va seguir el camí emprès per les seves germanes i aviat es va dedicar al món de la interpretació. La seva veu estripada i certa fama d'actriu tràgica la van portar a encarnar sovint la dona que viu a la vora de la misèria, ressentida per la ràbia i la desesperació.
Amb onze anys va rodar la seva primera pel·lícula, Novio a la vista de Luis García Berlanga, paper aconseguit per Jesús Franco, amic de la família, que la va dirigir en Tenemos 18 años (1959). Sent les seves germanes grans Emma i Elisa ja prestigioses intèrprets, Terele va ser la tercera de la seva família a fer-se actriu. Les tres germanes només van rodar una pel·lícula juntes, La cuarta ventana (Julio Coll, 1963).
Va destacar alhora en teatre, a les ordres de Miguel Narros o Adolfo Marsillach; va protagonitzar amb èxit La casa de las chivas i va interpretar Elicia en un montatge de La Celestina. La seva presència en cinema a partir de 1970 es va reduir a petits papers com el de Mauricia a Fortunata y Jacinta, intervenint en sèries clàssiques de TVE com Cañas y barro i La barraca. Treballa també an Tatuatge, de Bigas Luna. En aquesta època neix el seu únic fill, Ramón Fernando Carolo, fruit de la relació entre Terele i l'editor José Benito Alique.
Després d'un temps de menor activitat, en 1983 Mario Camus li ofereix el personatge de Régula en la pel·lícula basada en la novel·la de Miguel Delibes Los santos inocentes, el treball més conegut de la seva carrera que li reporta un reconeixement unànime. Poc després encarna a l'última dona executada per garrot vil a El caso de las envenenadas de Valencia, capítol de la sèrie La huella del crimen que dirigeix Pedro Olea i amb el qual aprofundeix en el seu potencial dramàtic.
Fins a 1989 intervé en diverses pel·lícules, entre elles Rèquiem per un camperol espanyol, on coincideix amb Antonio Banderas, i Diario de invierno, al costat de Fernando Rey, que li val una segona candidatura als Premis Goya. No obstant això, viurà uns anys de cert ostracisme al començament de la dècada de 1990.

## Segona etapa: deEl día de la bestiaaCuéntame como pasó
En 1995 Álex de la Iglesia recupera Terele per al gran públic a El día de la bestia, desoint als productors que la consideraven «una dona difícil». Interpreta a una vídua «prototip» de l'Espanya més retrògrada, que amb orgull conserva la memòria d'uns altres temps en una fotografia de Tejero. En diverses de les seves pel·lícules, De la Iglesia aconseguirà extreure de l'actriu una vis còmica desconeguda.
Gerardo Vera la crida l'any següent per encapçalar el repartiment d'una versió en cinema de La Celestina, on aquesta vegada s'encarrega de donar vida a l'alcavota les males arts de la qual desencadenen la tragèdia. La crítica es rendeix als seus peus, però curiosament el seu treball no opta als Premis Goya. L'Acadèmia de Cinema Espanyol decideix llavors ampliar el nombre d'intèrprets candidats a quatre. Torna al teatre en 1998 amb Madre Caballo, obra d'Antonio Onetti amb música de Tomatito.
El 2000 consolida la seva creixent re-acceptació en la indústria amb la seva interpretació en La comunidad (Álex de la Iglesia), en la qual es dedica a perseguir per les teulades de Madrid una Carmen Maura que s'apodera de tots els diners d'un veí mort. Aquesta vegada aconsegueix entrar en la terna dels Premis Goya, perdent davant de Julia Gutiérrez Caba.
Dos anys després, es va incorporar al ventall de la sèrie Cuéntame como pasó, on encarna a una dona de poble, Pura, mare de quatre fills i una filla morta i vídua d'un home afusellat pel bàndol revoltat, ressentida per l'abandó del seu fill petit, Antonio Alcántara. Durant la seva estada a Madrid, Pura aconsegueix recordar el seu passat a la seva pròpia família alhora que s'adapta als canvis dels nous temps. Terele és recompensada amb el seu tercer premi de la Unió d'Actors -en el lliurament dels quals va abraçar Pilar Bardem- així com una sisena candidatura als Fotogramas de Plata.
Posteriorment, va interpretar personatges més propers a la comèdia tant en cinema com en televisió i també és homenatjada per la seva trajectòria en els festivals cinematogràfics de Fuentes de Ebro (2005), Alacant (2006) i València (2008). A més, per la seva vinculació amb l'obra mestra de Fernando de Rojas, l'Ajuntament toledà de La Puebla de Montalbán li concedeix en 2008 el primer Premi Celestina.
El 2009 va tornar al teatre encapçalant la comèdia La duquesa al hoyo... y la viuda al bollo, inspirada en els darrers dies de la coneguda com a Duquesa Roja. L'any següent protagonitza la comèdia ¡¡¡Mamááááá!!! amb Carles Castillo i dirigida pel grup teatral La Recua Teatro. Per aquesta interpretació fou guardonada pels Amigos del Teatro de Valladolid amb el premi Meliá Recoletos.
Va compaginar la gira amb un petit paper a la pel·lícula Balada triste de trompeta, la seva quarta col·laboració amb Álex de la Iglesia. Tot i que la intervenció era breu, l'Acadèmia de Cinema la recompensà amb una quarta nominació al Goya, per encarnar la desconfiada esposa del veterinari (Luis Varela) que li "arregla" la cara al pallasso Sergio (Antonio de la Torre Martín).

## Filmografia selecta
- El bar (Álex de la Iglesia, 2017)
- Balada triste de trompeta (Álex de la Iglesia, 2010)
- Los Totenwackers (Ibón Cormenzana, 2007)
- Café solo o con ellas (Álvaro Díaz Lorenzo, 2007)
- Mala uva (Javier Domingo, 2003)
- 800 balas (Álex de la Iglesia, 2002)
- La comunidad (Álex de la Iglesia, 2000)
- 99.9 (Agustí Villaronga, 1997)
- La Celestina (Gerardo Vera, 1996)
- El día de la Bestia (Álex de la Iglesia, 1995)
- L'aire d'un crim (Antonio Isasi-Isasmendi, 1989)
- Diario de invierno (Francisco Regueiro, 1988)
- El Lute II: mañana seré libre (Vicente Aranda, 1988)
- Laura a la ciutat dels sants (Gonzalo Herralde, 1987)
- El hermano bastardo de Dios (Benito Rabal, 1986)
- Rèquiem per un camperol (Francesc Betriu, 1985)
- Los santos inocentes (Mario Camus, 1984)
- Carne apaleada (Javier Aguirre, 1978)
- Mala racha (José Luis Cuerda, 1977)
- Tatuatge (Bigas Luna, 1976)
- La espada negra (Francesc Rovira-Beleta, 1976)
- La revolución matrimonial (José Antonio Nieves Conde, 1974)
- Fortunata y Jacinta (Angelino Fons, 1970)
- La cuarta ventana (Julio Coll, 1963)
- Las dos y media y... veneno (Mariano Ozores, 1959)
- Tenemos 18 años (Jesús Franco, 1959)
- Novio a la vista (Luis García Berlanga, 1953)

## Obres de teatre
- ¡¡¡Mamááááá!!! (Pep Antón Gómez i Jordi Sánchez -dir. María Elena Diardes-, 2010-2011)
- La duquesa al hoyo... y la viuda al bollo (Íñigo Ramírez de Haro -dir. José Luis Sáiz-, 2009)
- Madre Caballo (Antonio Onetti, 1998)
- Fedra (Festival de Teatre Clàssic de Mérida, 1982)
- Ácido sulfúrico (Alfonso Vallejo, 1981)
- Lisístrata (Manuel Martínez Mediero, 1980)
- Isabelita la miracielos (Ricardo López Aranda, 1978)
- La Celestina (José Tamayo Rivas -adaptació de Camilo José Cela-, 1978)
- Nueve brindis por un rey (Jaume Salom, 1974)
- La posadera (Goldoni -dir. Juan Guerrero Zamora-, 1972)
- Tú y yo somos tres (Enrique Jardiel Poncela, 1972)
- La casa de las chivas (Jaume Salom, 1968-1971)
- Águila de blasón (Valle-Inclán, 1966)
- Las troyanas (Miguel Narros, 1966)
- ¿Quién quiere una copla del Arcipreste de Hita? (José Martín Recuerda, 1965).
- Carmelo (Juan José Alonso Millán, 1964)

## Televisió
- Plutón B.R.B. Nero (Álex de la Iglesia, 2008)
- MIR (Antonio Santos Mercero, 2008)
- Manolo & Benito Corporeision (Juan Luis Iborra, 2006-2007)
- Películas para no dormir: La habitación del niño (Álex de la Iglesia, 2005)
- Historia de Estrella (Manuel Estudillo, 2003)
- Cuéntame cómo pasó (Tito Fernández, 2002-2003)
- El Quijote de Miguel de Cervantes (Manuel Gutiérrez Aragón, 1991)
- La huella del crimen 1: El caso de las envenenadas de Valencia (Pedro Olea, 1985)
- La barraca (León Klimovsky, 1979)
- Cañas y barro (Rafael Romero Marchent, 1978)
- Estudio 1: La casa de las Chivas (1978)
- Curro Jiménez - Capítulo 9: El destino de Antonio Navajo (Mario Camus, 1977)
- Juan y Manuela (Ana Diosdado, 1974)
- Teatro de siempre (Josefina Molina, 1966-1972)

## Premis i candidatures
Premis Goya
| Any  | Categoria                                | Pel·lícula                   | Resultat   |
| ---- | ---------------------------------------- | ---------------------------- | ---------- |
| 2014 | Millor actriu de repartiment             | Las brujas de Zugarramurdi   | Guanyadora |
| 2010 | Millor interpretació femenina secundària | Balada triste de trompeta    | Candidata  |
| 2000 | Millor interpretació femenina secundària | La comunidad                 | Candidata  |
| 1988 | Millor interpretació femenina secundària | Diario de invierno           | Candidata  |
| 1987 | Millor interpretació femenina secundària | Laura a la ciutat dels sants | Candidata  |

Premis de la Unió d'Actors
| Any  | Categoria                                   | Pel·lícula/Sèrie   | Resultat   |
| ---- | ------------------------------------------- | ------------------ | ---------- |
| 2002 | Millor actriu secundària de televisió       | Cuéntame cómo pasó | Guanyadora |
| 2000 | Millor interpretació secundària de cinema   | La comunidad       | Guanyadora |
| 1996 | Millor interpretació protagonista de cinema | La Celestina       | Guanyadora |

Fotogramas de Plata
| Any  | Categoria                           | Pel·lícula/Sèrie                                               | Resultat  |
| ---- | ----------------------------------- | -------------------------------------------------------------- | --------- |
| 2002 | Millor actriu de televisió          | Cuéntame cómo pasó                                             | Candidata |
| 1996 | Millor actriu de cinema             | La Celestina                                                   | Candidata |
| 1988 | Millor actriu de cinema             | Diario de invierno                                             | Candidata |
| 1985 | Millor intèrpret de televisió       | La huella del crimen 1: El caso de las envenenadas de Valencia | Candidata |
| 1984 | Millor actriu de cinema             | Los santos inocentes                                           | Candidata |
| 1970 | Millor intèrpret de cinema espanyol | Fortunata y Jacinta                                            | Candidata |

Premis Sant Jordi de Cinema
| Any  | Categoria               | Pel·lícula   | Resultat   |
| ---- | ----------------------- | ------------ | ---------- |
| 1996 | Millor actriu espanyola | La Celestina | Guanyadora |